# British Columbia Highway 95A
Der Highway 95A verläuft im Südosten der kanadischen Provinz British Columbia. Er hat eine Länge von 55 km. Der Highway 95A entstand im Jahr 1968, als die damalige Streckenführung von der bisherigen Trasse über Kimberley auf die neue Streckenführung des Highway 95 über Fort Steele umgelegt wurde.